# Thore Halle
Thore Gustaf Gustafsson Halle, känd som Thore Halle eller Thore G. Halle, född 25 september 1884 i Mullsjö, Skaraborgs län, död 12 maj 1964 i Saltsjöbadens församling, var en svensk paleobotaniker och geolog.
Halle blev filosofie doktor i Uppsala 1911, amanuens vid Naturhistoriska riksmuseets paleobotaniska och arkegoniatavdelning 1909, docent i paleobotanik vid Stockholms högskola 1911, assistent vid förutnämnda avdelning av riksmuseet 1915 samt professor och intendent för detsamma 1918, befattningar vilka han behöll till 1951.
Halle företog vidsträckta studieresor bland annat 1907-1909 till Falklandsöarna, Chile, Argentina och Brasilien som geolog och paleobotaniker (Carl Skottsbergs expedition) samt 1916-1917 till Kina för paleobotaniska undersökningar av den kolförande serien där (samlingarna från sistnämnda resa gick förlorade i Sydkinesiska havet under hemtransporten). Från 1921 var han sysselsatt med bearbetningen av det betydande material av paleozoiska växtfossil, som kom riksmuseet till godo genom Johan Gunnar Anderssons arbeten i Kina.
Halle publicerade ett stort antal skrifter huvudsakligen av paleobotaniskt och geologiskt innehåll. De flesta behandlar mesozoiska växttyper och floror, dels från Skånes stenkolsförande formation (Zur Kenntnis der mesozoischen Equisetales Schwedens 1908, On the Swedish Species of Sagenopteris and on Hydropterangium nov. gen. 1910 m.fl.), dels från Antarktis och Sydamerika (The Mesozoic Flora of Graham Land 1913 och Some Mesozoic Plant-bearing Devosits in Patagonia and Tierra del Fuego and Their Floras 1913). I några smärre uppsatser behandlade han vissa svenska kalktuffer och deras flora. Senare tilldrog emellertid de paleozoiska flororna alltmer sig hans intresse; hans Lower Devonian Plants from Røragen in Norway (1916) är av betydelse med hänsyn till problemet rörande de första landväxterna.
Bland Halles geologiska arbeten märkas främst On the Geological Structure and History of the Falkland Islands (1911), i vilken redogörs för upptäckten av Glossopterisfloran och den permiska nedisningen på Falklandsöarna, samt On Quarternary Devosits and Changes of Level in Patagonia and Tierra del Fuego (1910). Han utsågs 1913 till medlem och sekreterare i Internationella botanistkongressens kommitté för nomina conservanda för fossila växter och blev 1923 korresponderande ledamot av Geological Society of London. Han invaldes som ledamot av Kungliga Vetenskapsakademien 1931.